# Trevélez
Trevélez település Spanyolországban, Granada tartományban. Trevélez Güéjar Sierra, Jérez del Marquesado, Bérchules, Juviles, Busquístar, Pórtugos és Capileira községekkel határos. Lakosainak száma 703 fő (2024).

## Népesség
A település népessége az elmúlt években az alábbi módon változott:
| Lakosok száma | 775  | 827  | 831  | 842  | 823  | 792  | 776  | 732  | 721  | 703  |
|               | 2001 | 2004 | 2006 | 2009 | 2011 | 2014 | 2016 | 2019 | 2021 | 2024 |